# Alamo (Texas)
Alamo és una població dels Estats Units a l'estat de Texas. Segons el cens del 2000 tenia 14.760 habitants.

## Demografia
Segons el cens del 2000, Alamo tenia 14.760 habitants, 4.621 habitatges, i 3.826 famílies. La densitat de població era de 996,3 habitants/km².
Dels 4.621 habitatges en un 36,5% hi vivien nens de menys de 18 anys, en un 66,2% hi vivien parelles casades, en un 13,3% dones solteres, i en un 17,2% no eren unitats familiars. En el 15,1% dels habitatges hi vivien persones soles el 10,2% de les quals corresponia a persones de 65 anys o més que vivien soles. El nombre mitjà de persones vivint en cada habitatge era de 3,19 i el nombre mitjà de persones que vivien en cada família era de 3,57.
Per edats la població es repartia de la següent manera: un 30% tenia menys de 18 anys, un 9,8% entre 18 i 24, un 22,9% entre 25 i 44, un 17,5% de 45 a 60 i un 19,8% 65 anys o més.
L'edat mediana era de 33 anys. Per cada 100 dones de 18 o més anys hi havia 88,7 homes.
La renda mediana per habitatge era de 23.928 $ i la renda mediana per família de 24.827 $. Els homes tenien una renda mediana de 17.476 $ mentre que les dones 14.683 $. La renda per capita de la població era de 10.564 $. Aproximadament el 24,9% de les famílies i el 32,4% de la població estaven per davall del llindar de pobresa.

## Poblacions properes
El següent diagrama mostra les poblacions més properes.